# Mascha Müller

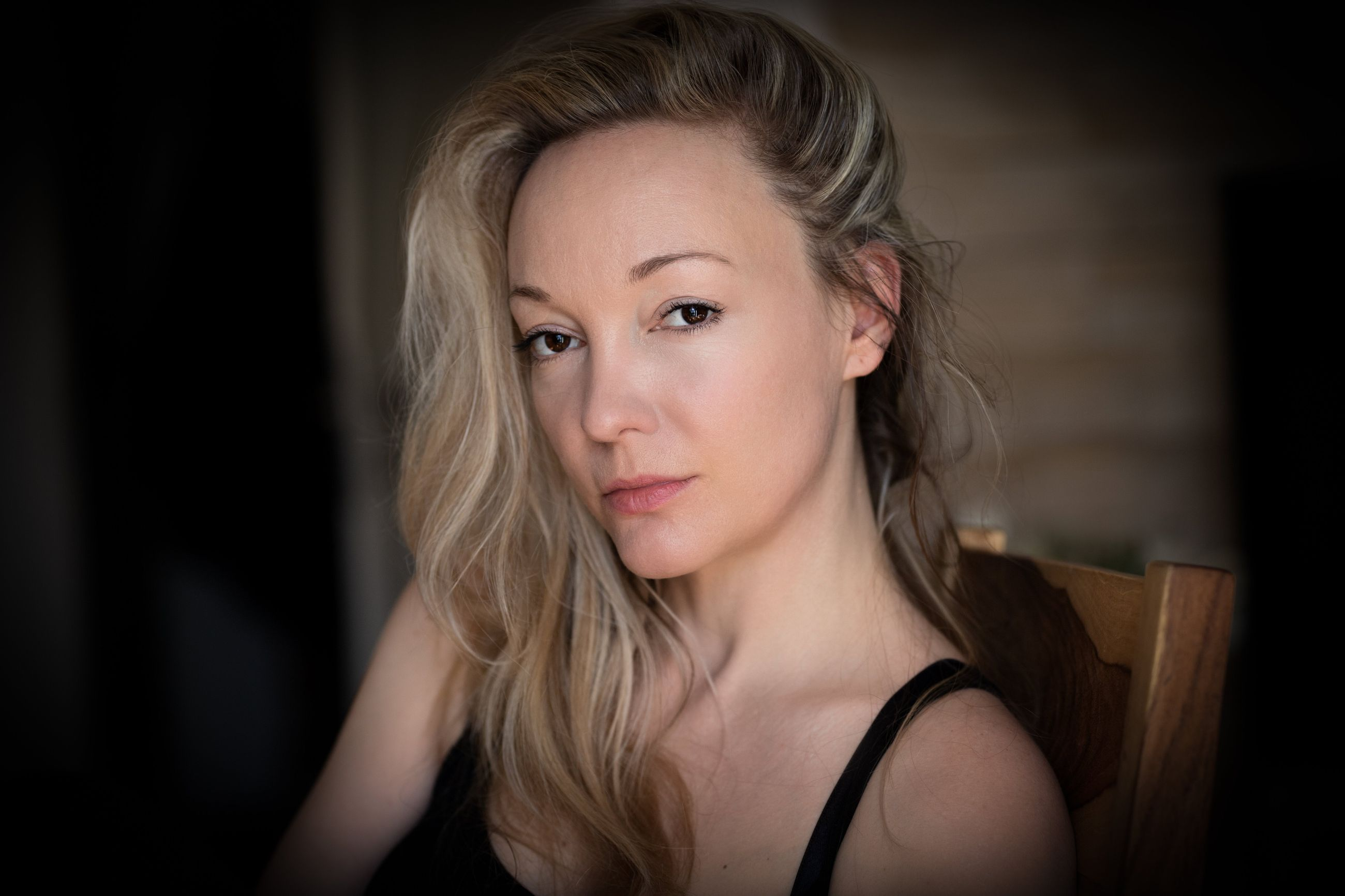
Mascha Müller (2021)

Mascha Müller (* 8. Mai 1984 in München) ist eine deutsche Schauspielerin, Regisseurin, Malerin, Musikerin und Drehbuchautorin.

## Leben
Erste Schauspielerfahrung sammelte Mascha Müller mit 16 Jahren in der Rolle der Anne Frank in dem Theaterstück Das Tagebuch der Anne Frank von Frances Goodrich und Albert Hackert an der „Bühne Moosburg“, ein Theaterverein, der mit Laienspielern arbeitet. Ihre Schauspielausbildung absolvierte sie an der Internationalen Schule für Schauspiel und Acting in München.
Ab 2005 spielte sie in mehreren Fernsehproduktionen mit, meist in Serienfolgen. Von 2009 bis Anfang 2010 war sie in der ARD-Vorabendserie Verbotene Liebe als ‚Luise Prinzessin von Waldensteyck‘ zu sehen.
In München spielte sie am theater ... und so fort 2007 die Hauptrolle der ‚Una‘ in Blackbird von David Harrower und im Theater44 die Antigone in Jean Anouilhs gleichnamigem Drama. An den Mainzer Kammerspielen trat sie in der Hauptrolle der ‚Josi‘ in Die Eisvögel von Tine Rahel Völcker auf.    In David Mamets Stück Oleanna unter der Regie von Daniela Grieser 2016 im  theater ... und so fort spielte sie die Studentin ‚Carol‘, die gegen ihren Professor eine Beschwerde wegen Sexismus einreicht. Die Süddeutsche Zeitung schrieb: „Mascha Müller zeichnet mit feiner Detailgenauigkeit eine zutiefst frustrierte Studentin, deren Fleiß und Strebsamkeit nicht belohnt werden. Dabei kehrt sie allerdings etwas zu sehr das Hascherl heraus, lässt zu wenig die in ihm schwelende Wut spürbar werden, durch die das brav devote Mädchen zur Rächerin mutiert.“

## Filmografie (Auswahl)
- 2003: Die Abschlussklasse (Fernsehserie)
- 2005: Tod einer Freundin (Fernsehfilm)
- 2006: Hausmeister Krause – Ordnung muss sein (Fernsehserie, eine Folge)
- 2007: Lotta in Love (Fernsehserie, 3 Folgen)
- 2007: Ahornallee (Fernsehserie, 19 Folgen)
- 2007: Pure Fear – Nackte Angst (Kinofilm)
- 2008–2010: Verbotene Liebe (Fernsehserie, 186 Folgen)
- 2008: Der Bulle von Tölz – Das Ende aller Sitten (Fernsehserie)
- 2008: Pfarrer Braun: Glück auf! Der Mörder kommt! (Fernsehfilm)
- 2009: Ein Date fürs Leben (Fernsehfilm)
- 2012–2015: Fluch des Falken (Fernsehserie, 77 Folgen)
- 2017: Die Rosenheim-Cops (Fernsehserie, eine Folge)

## Theater
- theater … und so fort, München:
  - 2005: Die Geschichte des Teufels
  - 2007: Blackbird
  - 2011: Hamlet
  - 2016/2017: Oleanna
- 2007: Antigone, Theater44, München
- 2010: Die Eisvögel, Mainzer Kammerspiele